# Juvigné
Juvigné est une commune française, située dans le département de la Mayenne en région Pays de la Loire.
La commune fait partie de la province historique du Maine, et se situe dans le Bas-Maine.

## Géographie

### Localisation
Juvigné est situé entre Fougères et Laval.
| Luitré (Ille-et-Vilaine) | Saint-Pierre-des-Landes | Ernée, Montenay        |
| Princé (Ille-et-Vilaine) | Juvigné                 | Saint-Hilaire-du-Maine |
|                          | La Croixille            | Le Bourgneuf-la-Forêt  |

### Hydrographie
La Vilaine prend sa source sur le territoire de la commune au lieu-dit la Source.

### Climat
Pour des articles plus généraux, voir Climat des Pays de la Loire et Climat de la Mayenne.
En 2010, le climat de la commune est de type climat océanique altéré, selon une étude du CNRS s'appuyant sur une série de données couvrant la période 1971-2000. En 2020, Météo-France publie une typologie des climats de la France métropolitaine dans laquelle la commune est exposée à un climat océanique et est dans la région climatique  Bretagne orientale et méridionale, Pays nantais, Vendée, caractérisée par une faible pluviométrie en été et une bonne insolation. 
Pour la période 1971-2000, la température annuelle moyenne est de 10,9 °C, avec une amplitude thermique annuelle de 13,6 °C. Le cumul annuel moyen de précipitations est de 864 mm, avec 13,4 jours de précipitations en janvier et 8,1 jours en juillet. Pour la période 1991-2020, la température moyenne annuelle observée sur la station météorologique de Météo-France la plus proche, sur la commune de Launay-Villiers à 11 km à vol d'oiseau, est de 11,6 °C et le cumul annuel moyen de précipitations est de 862,6 mm,. Pour l'avenir, les paramètres climatiques de la commune estimés pour 2050 selon différents scénarios d'émission de gaz à effet de serre sont consultables sur un site dédié publié par Météo-France en novembre 2022.

### Voies de communication et transports
La route départementale no 29 traversant le bourg de la commune le relie à Ernée en direction de Vitré.

## Urbanisme

### Typologie
Au 1er janvier 2024, Juvigné est catégorisée commune rurale à habitat très dispersé, selon la nouvelle grille communale de densité à sept niveaux définie par l'Insee en 2022.
Elle est située hors unité urbaine et hors attraction des villes,.

### Occupation des sols
L'occupation des sols de la commune, telle qu'elle ressort de la base de données européenne d’occupation biophysique des sols Corine Land Cover (CLC), est marquée par l'importance des territoires agricoles (93,9 % en 2018), une proportion sensiblement équivalente à celle de 1990 (94,1 %). La répartition détaillée en 2018 est la suivante : 
prairies (41,9 %), terres arables (39,4 %), zones agricoles hétérogènes (12,6 %), forêts (4,5 %), zones urbanisées (1,1 %), eaux continentales (0,6 %). L'évolution de l’occupation des sols de la commune et de ses infrastructures peut être observée sur les différentes représentations cartographiques du territoire : la carte de Cassini (XVIIIe siècle), la carte d'état-major (1820-1866) et les cartes ou photos aériennes de l'IGN pour la période actuelle (1950 à aujourd'hui).

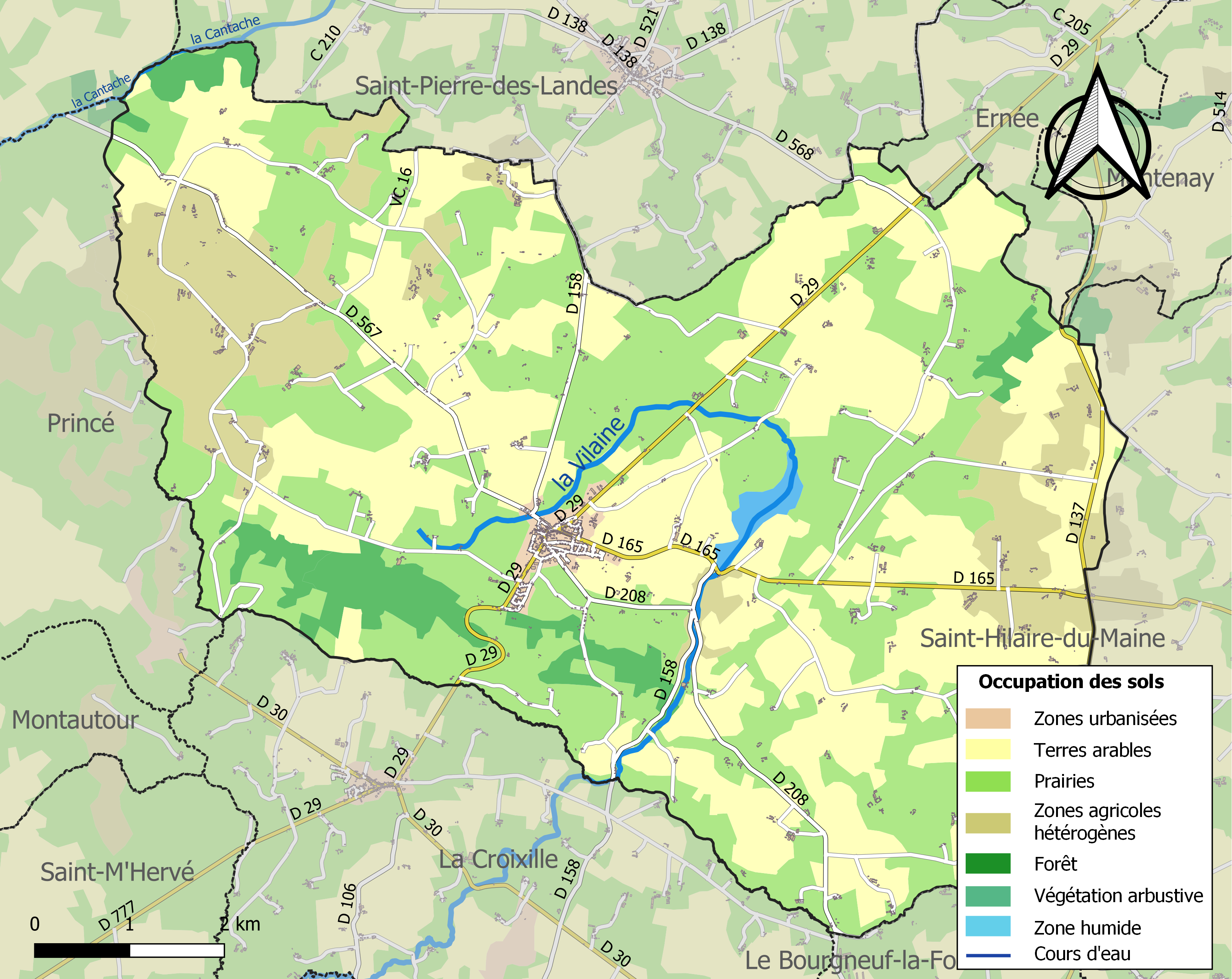
Carte des infrastructures et de l'occupation des sols de la commune en 2018 (CLC).

## Toponymie
Avant la Révolution, la ville portait le nom de Juvigné Montanadais (en latin: Sanctus Martinus de Juvineo). L'origine la plus plausible du nom vient de Jovis (Dieu) et celui de Montanadais de Montagne. En effet, le rocher de la Pierre Thomas était un excellent poste pour surveiller la vallée de la Vilaine et le chemin d'Ernée à Vitré. Juvigné-des-Landes apparaîtra seulement après la révolution, pour disparaître, laissant place à Juvigné seul.

## Histoire
Alerté par Guillaume de Craon qu'une troupe anglaise dirigée par Hugues de Calveley se dirige vers Juvigné en 1362, Bertrand du Guesclin se propose de se joindre à lui pour les attaquer. Du Guesclin se retrouve isolé et est fait prisonnier. Il retrouve sa liberté après le paiement d'une rançon de 30 000 écus.
En 1849, la typhoïde ravage la commune, le docteur Vilfeu, de Laval, aura toutes les peines du monde à faire enlever par la municipalité des amas de fumiers énormes et infects, et il faudra presque employer la force contre les habitants, qui crient à la ruine et préfèrent le danger à la perte de vingt sous d'engrais.
Une épidémie d'angine diphtérique sévit en 1862-1863. Le fléau éclate à Luitré, puis dans les communes de Juvigné et de Saint-Pierre-des-Landes. L'épidémie tue d'abord deux cents personnes, et jette tant de terreur que « la population entière de Saint-Pierre-des-Landes se rend processionnellement et pour la première fois de mémoire d'homme en pèlerinage à la chapelle de Charnay près d'Ernée ». Du canton de Chailland, la diphtérie se propage à celui d'Andouillé, atteint plus de trois cents malades. Le docteur Henri-Pierre Trideau s'emploie à lutter contre cette épidémie.

## Politique et administration

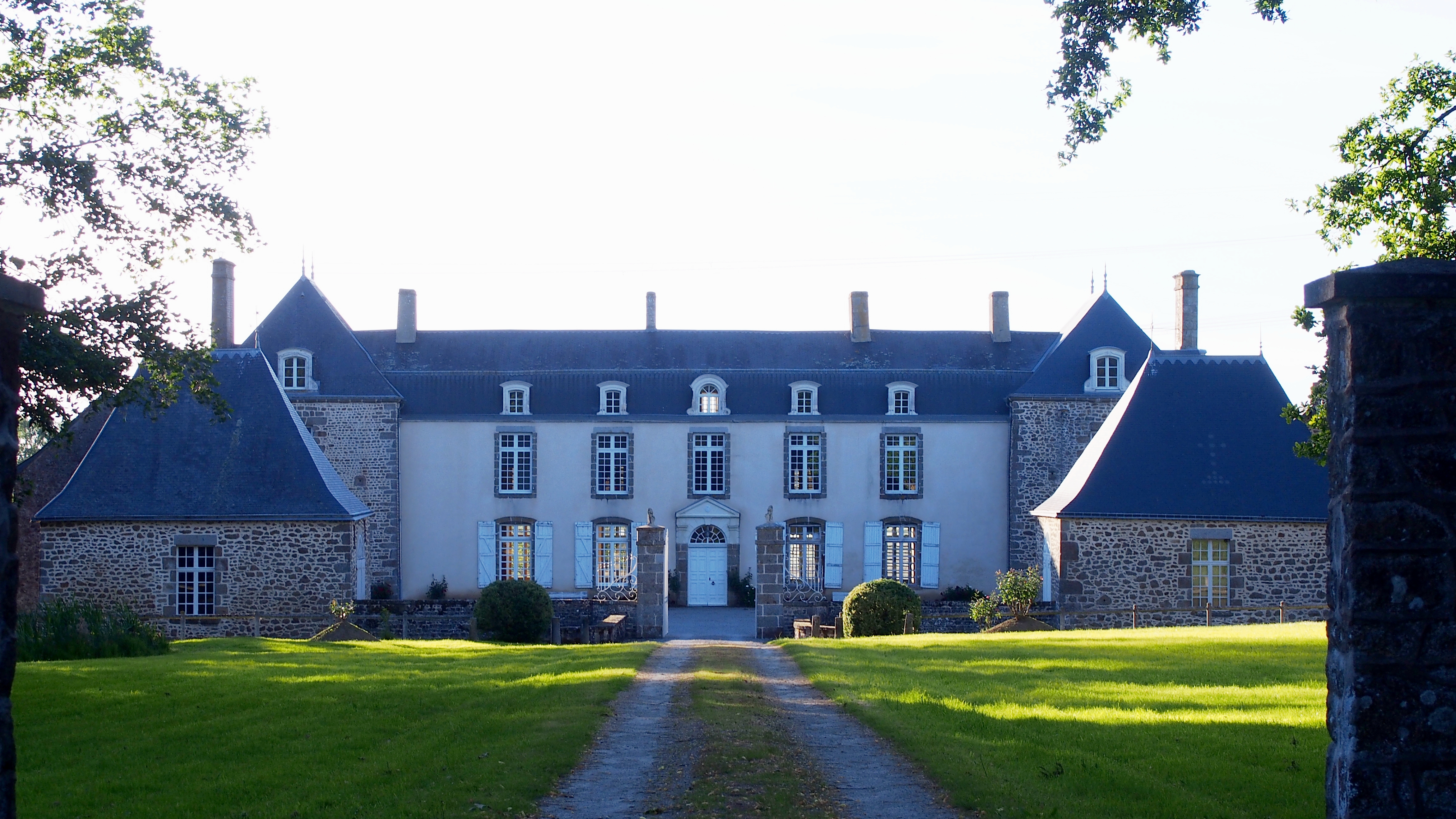
Vue de premier plan du château du Feu.

### Jumelages
Juvigné est jumelée avec Chocianów, une ville polonaise.

## Population et société

### Démographie
L'évolution du nombre d'habitants est connue à travers les recensements de la population effectués dans la commune depuis 1793. Pour les communes de moins de 10 000 habitants, une enquête de recensement portant sur toute la population est réalisée tous les cinq ans, les populations de référence des années intermédiaires étant quant à elles estimées par interpolation ou extrapolation. Pour la commune, le premier recensement exhaustif entrant dans le cadre du nouveau dispositif a été réalisé en 2006.

En 2022, la commune comptait 1 332 habitants, en évolution de −8,52 % par rapport à 2016 (Mayenne : −0,73 %, France hors Mayotte : +2,11 %).
| 1793  | 1800  | 1806  | 1821  | 1831  | 1836  | 1841  | 1846  | 1851  |
| ----- | ----- | ----- | ----- | ----- | ----- | ----- | ----- | ----- |
| 2 586 | 2 268 | 2 688 | 2 674 | 2 589 | 2 831 | 2 932 | 2 947 | 3 011 |

| 1856  | 1861  | 1866  | 1872  | 1876  | 1881  | 1886  | 1891  | 1896  |
| ----- | ----- | ----- | ----- | ----- | ----- | ----- | ----- | ----- |
| 3 022 | 3 117 | 3 079 | 2 844 | 2 914 | 2 805 | 2 801 | 2 728 | 2 533 |

| 1901  | 1906  | 1911  | 1921  | 1926  | 1931  | 1936  | 1946  | 1954  |
| ----- | ----- | ----- | ----- | ----- | ----- | ----- | ----- | ----- |
| 2 469 | 2 464 | 2 395 | 2 175 | 2 103 | 2 093 | 2 084 | 2 048 | 1 943 |

| 1962  | 1968  | 1975  | 1982  | 1990  | 1999  | 2006  | 2011  | 2016  |
| ----- | ----- | ----- | ----- | ----- | ----- | ----- | ----- | ----- |
| 1 868 | 1 792 | 1 620 | 1 584 | 1 495 | 1 340 | 1 388 | 1 457 | 1 456 |

| 2021  | 2022  | - | - | - | - | - | - | - |
| ----- | ----- | - | - | - | - | - | - | - |
| 1 376 | 1 332 | - | - | - | - | - | - | - |

### Label
La commune est un village fleuri (quatre fleurs) au concours des villes et villages fleuris. Sa première distinction date de 1967. En 1999, Juvigné est récompensé comme le « village le plus fleuri d'Europe ». Cette médaille d'or européenne couronnait sa 4e fleur (1993) et le grand prix national (1994, 1997, 1999 et 2002).

## Culture locale et patrimoine

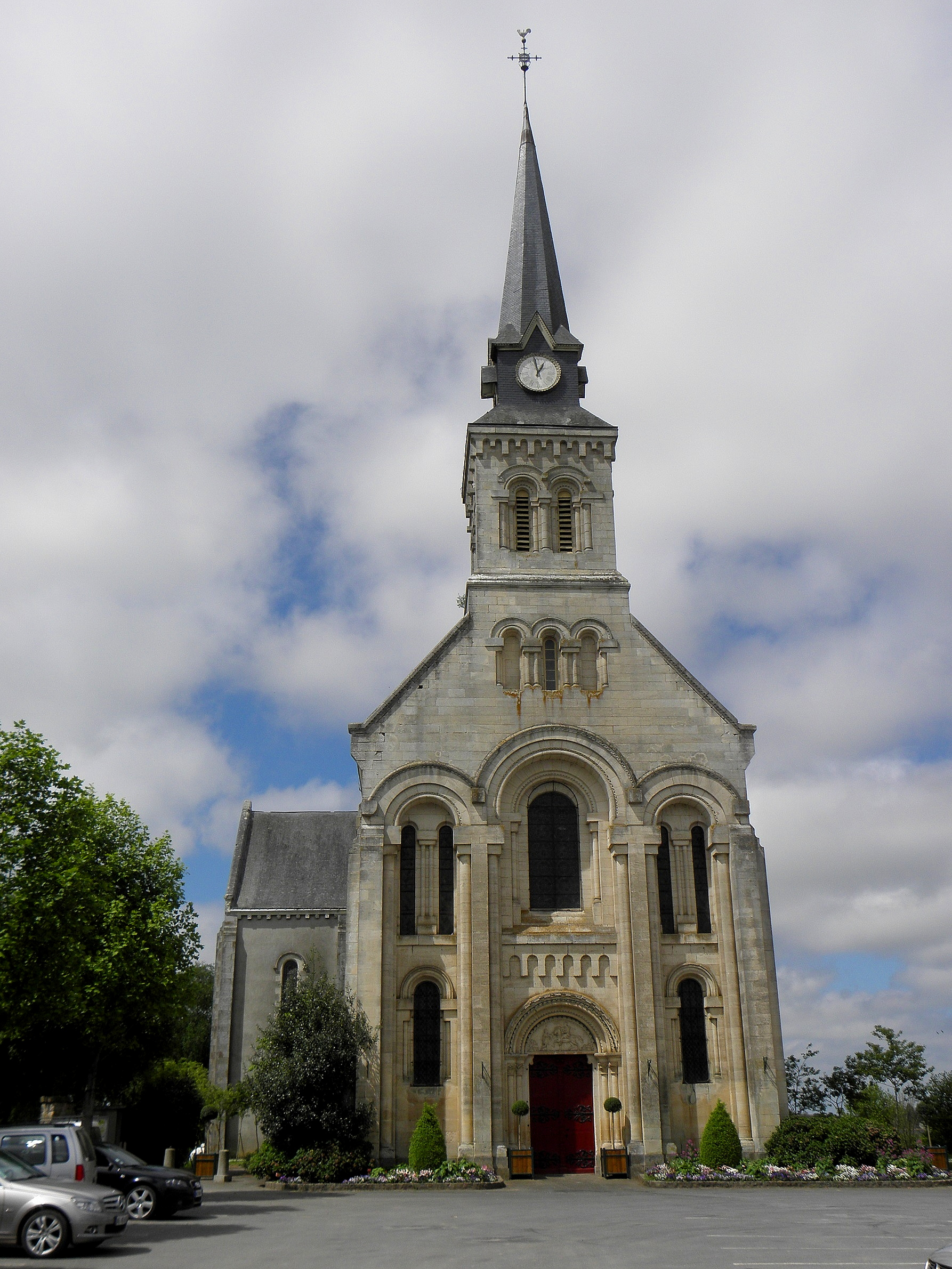
L'église paroissiale Saint-Martin.

### Lieux et monuments
- L'église paroissiale Saint-Martin, de style néo-roman.
- Source de la Vilaine.
- Musée du moteur et de l'outil à la ferme. Créé en 1983, ce musée est animé par des passionnés ayant pour objectif de collecter, restaurer, mettre en valeur et conserver l'outillage se rapportant à l'agriculture. Une exposition qui retrace deux siècles d'histoire rurale, sur une superficie de 1 200 m2.
- Le château du Feu, inscrit au titre des monuments historiques par arrêté du 26 mai 2010[23].
- Le château des Auzuzières, privé.
- Le château de Juvigné.

#### L'étang Neuf
Par ailleurs, Juvigné abrite l'étang Neuf (121 ha) qui est :
- inventorié en tant que zone naturelle d'intérêt écologique, faunistique et floristique (ZNIEFF), du fait de la présence de : flûteau nageant, bruant des roseaux, phragmite des joncs, martin-pêcheur d'Europe, vanneau huppé, râle d'eau, fuligule morillon, fuligule milouin, canard souchet et de sarcelle d'hiver[24];
- classé espace naturel sensible du conseil départemental de la Mayenne[25].

### Personnalités liées à la commune
- Jean-Daniel Œhlert, dit le Grand-Pierrot ou le Grand-Allemand (1765-1814), militaire qui s'illustra particulièrement lors de la Chouannerie en Mayenne. Il se bat en avril 1796 à Juvigné.